# M72 LAW
O M72 LAW (light anti-tank weapon (arma antitanque leve), também conhecida como light anti-armor weapon (arma anti-blindagem leve) ou LAW, bem como LAWS: light anti-armor weapons system (sistema de armas anti-blindagem leve)) é uma arma antitanque não guiada portátil e descartável de 66 mm. A unidade de propulsão de foguete sólido foi desenvolvida no recém-formado laboratório de pesquisa Rohm and Haas no Redstone Arsenal em 1959, e o sistema completo foi projetado por Paul V. Choate, Charles B. Weeks, Frank A. Spinale, et al. na Divisão Hesse-Leste de Norris Thermador. A produção americana da arma começou em Hesse-Eastern em 1963 e foi encerrada em 1983; atualmente é produzido pela Nammo Raufoss AS na Noruega e sua subsidiária, Nammo Defense Systems (anteriormente Nammo Talley Inc.) no Arizona.
No início de 1963, o M72 LAW foi adotado pelo Exército dos EUA e pelo Corpo de Fuzileiros Navais dos EUA como sua principal arma antitanque de infantaria individual, substituindo a granada de bocal M31 HEAT e a M20A1 "Super Bazooka" no Exército dos EUA. Posteriormente, foi adotado pela Força Aérea dos EUA para servir em uma função anti-colocação e anti-blindagem na defesa da base aérea.
No início da década de 1980, o M72 foi programado para ser substituído pelo FGR-17 Viper. No entanto, o programa Viper foi cancelado pelo Congresso e o M136 AT4 foi adotado em seu lugar. Naquela época, seus equivalentes mais próximos eram o sueco Pskott m/68 (Miniman) e o francês SARPAC.

## Descrição

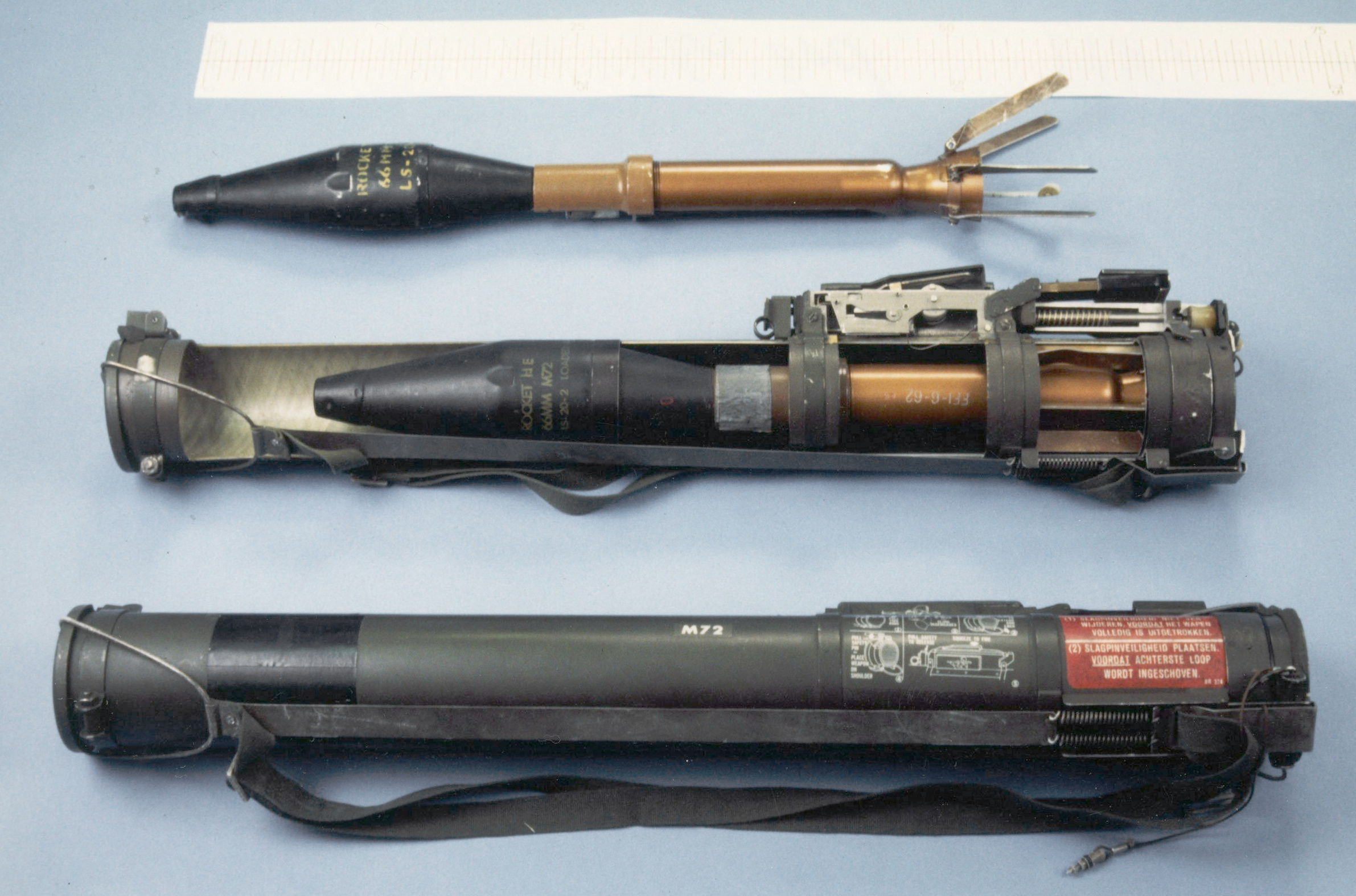
Foguete e lançador M72 em seção transversal

A arma consiste em um foguete dentro de um lançador composto por dois tubos, um dentro do outro. Enquanto fechado, o conjunto externo serve como um recipiente estanque para o foguete e o mecanismo de disparo da cápsula de percussão que ativa o foguete. O tubo externo contém o gatilho, a alavanca de armar, a alça e a massa de mira e a tampa traseira. O tubo interno contém o conjunto do canal, que abriga o conjunto do percussor, incluindo a alavanca de retenção. Quando estendido, o tubo interno se telescopeia para fora em direção à parte traseira, guiado pelo conjunto do canal, que se move em uma ranhura de alinhamento no conjunto do alojamento do gatilho do tubo externo. Isso faz com que a alavanca de retenção se mova sob o conjunto do gatilho no tubo externo, travando o tubo interno na posição estendida e engatilhando a arma. Uma vez armada, a arma não é mais estanque, mesmo que o lançador seja recolhido em sua configuração original. É uma arma de linha de visão com um alcance de cerca de 200 metros.
Ao ser disparado, o percussor no tubo traseiro atinge uma espoleta, que inflama uma pequena quantidade de pólvora que "desce" por um tubo até a parte traseira do foguete e acende o propelente no motor do foguete. O motor do foguete queima completamente antes de sair da boca do lançador, produzindo um jato de gás a cerca de 760 °C. O foguete impulsiona a ogiva de 66 mm para a frente sem recuo significativo. Conforme a ogiva emerge do lançador, seis aletas emergem da base do tubo do foguete, estabilizando o voo da ogiva.
Uma vez disparado, o M72 não é mais útil e pode ser descartado.

## Operadores

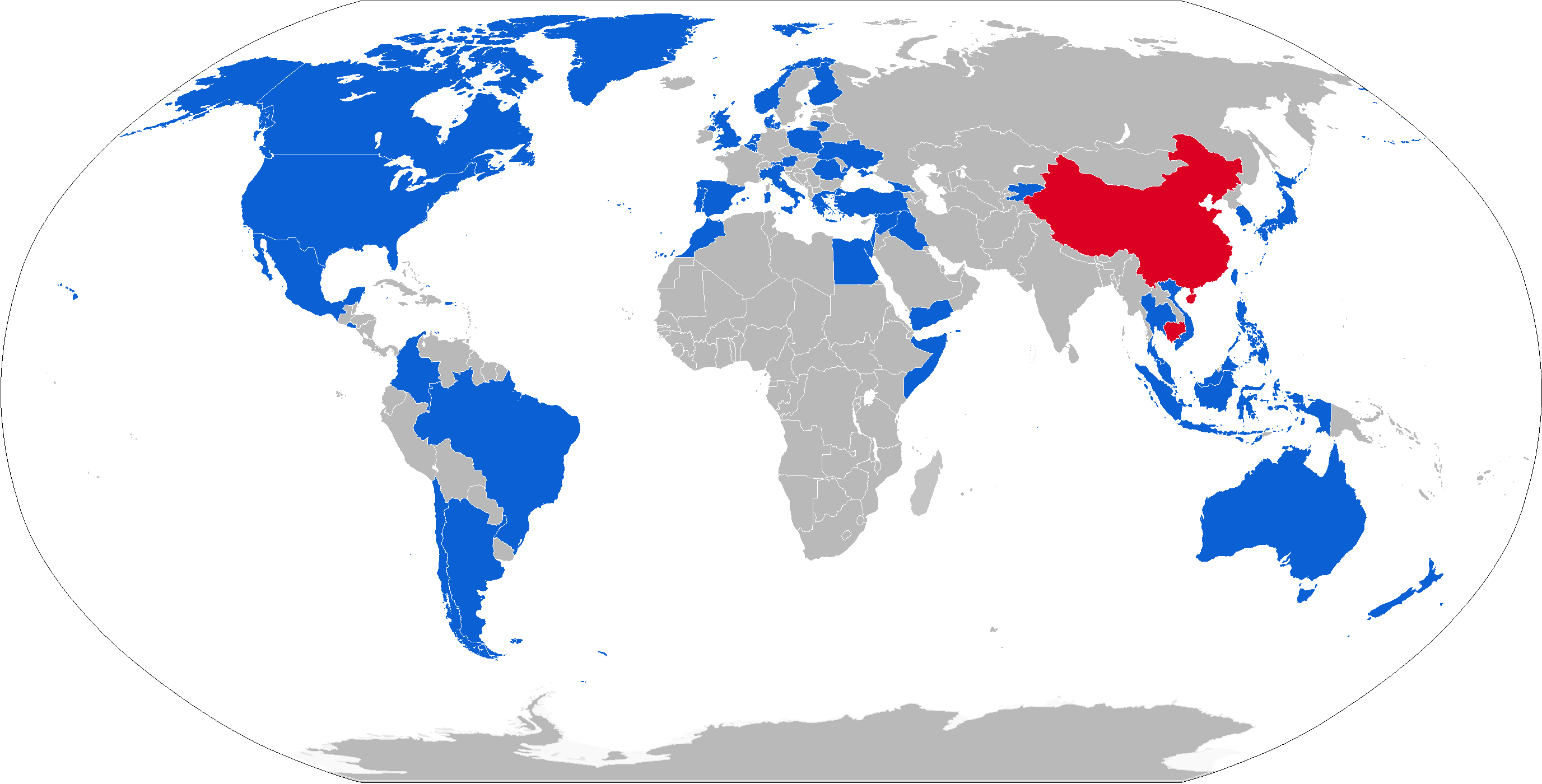
Operadores do M72
Operadores atuais
Ex-operadores

### Operadores atuais
- Argentina: Variante M72A3.[10]
- Austrália: Variante M72A6.[11]
- Áustria[11]
- Bélgica[11]
- Brasil: Variante M72A2 usada pela Marinha do Brasil[12]
- Canadá[11] Variante M72A5, rotulada como M72A5-C1
- Colômbia[13] Variante M72A3
- Chile: Variante M72A3.[11] Usado pelo Exército Chileno e pelo Corpo de Fuzileiros Navais do Chile. Nova variante usada por esta última força relatada em 2018.[14]
- Dinamarca: Variante M72A7, desde 2018 M72 EC[15][16]
- Egito[17]
- El Salvador[18]
- Israel[19][20]
- Itália: Variante M72A5 desde 2007
- Japão: Usado pela Força Terrestre de Autodefesa do Japão.[21]
- Malásia[22]
- Finlândia[11]
- Geórgia[23]
- Grécia[24]
- Iraque[25]
- Kosovo:
- Quirguistão:[26][27] A arma foi mostrada recentemente durante a apresentação de novos equipamentos militares, que foram enviados com o representante oficial da Turquia para entregá-los aos oficiais do Quirguistão.
- Luxemburgo[11]
- Lituânia: Forças Voluntárias de Defesa Nacional da Lituânia[28]
- México: Visto pela primeira vez em setembro de 2018[29]
- Marrocos[11]
- Países Baixos[11]
- Nova Zelândia[11]
- Noruega[11]
- Filipinas[30]
- Polónia: Em 7 de julho de 2022, o vice-primeiro-ministro e ministro da Defesa Nacional, Mariusz Błaszczak, anunciou a entrega de vários milhares de M72 EC MK1.[31]
- Portugal[32]
- Roménia[33]
- Somália[34]
- Coreia do Sul[11]
- Espanha: Variante M72A3.[11]
- Síria: Capturado de grupos rebeldes.[35]
- Oposição Síria[36]
- Taiwan[11]
- Tailândia[11]
- Turquia[11]
- Ucrânia: entregue à Ucrânia pelas Forças Armadas do Canadá, da Dinamarca e da Noruega (e possivelmente várias outras[37]), como parte da ajuda militar durante a Invasão Russa de 2022.[38][39][40]
- Reino Unido: Usado pelo Exército Britânico da década de 1970 ao início da década de 1990.[41] A variante M72A9 foi reintroduzida em serviço na guerra do Afeganistão,[42] devido ao seu peso leve, menor custo e maior portabilidade.
- Estados Unidos[11]
- Iêmen[11]
- Vietname[11]

### Ex-operadores
- FNLA[43]
- Camboja[32]
- China: lançadores capturados e usados na guerra sino-vietnamita e nos conflitos sino-vietnamitas, substituídos pelos lança-granadas antitanque PF-89, PF-98 e DZJ-08.[2]
- Vietnã do Sul[44]